# Osericta dives
Osericta dives är en spindelart som beskrevs av Simon 1901. Osericta dives ingår i släktet Osericta och familjen hoppspindlar. Inga underarter finns listade i Catalogue of Life.